# Труд (стадион, Нижни Новгород)
Вижте пояснителната страница за други значения на Труд.
„Труд“ в Нижни Новгород, Русия е многофункцинален стадион с капацитет 17 000 зрители.
Построен е през 1936 г., като през 1964 и 2002 г. е обновяван. На него се играят футболни и хокейни мачове. Цената на стадиона е 280 млн. рубли. Лекоатлетическата писта на стадиона има международен стандарт.